# Fairfield, Kentucky
Fairfield är en ort i Nelson County, Kentucky, USA. År 2000 hade orten 72 invånare. Den har enligt United States Census Bureau en area på 0,8 km², allt är land.